# Asaperda meridiana
Asaperda meridiana là một loài bọ cánh cứng trong họ Cerambycidae.